# (121514) 1999 UJ7
(121514) 1999 UJ7 è uno dei quattro asteroidi troiani di Marte conosciuti, l'unico ad orbitare attorno al punto di Lagrange L4 di Marte.
Come tutti i troiani di Marte, 1999 UJ7 è un asteroide areosecante, ovvero un asteroide che interseca l'orbita di Marte attorno al Sole.
L'oggetto, scoperto il 30 ottobre 1999 nell'ambito del programma di osservazione LINEAR, presenta un'orbita caratterizzata da un semiasse maggiore pari a 1,5245298 UA e da un'eccentricità di 0,0392049, inclinata di 16,74882° rispetto all'eclittica. Come classe spettrale l'asteroide rientra nel tipo C.
Come tutti gli asteroidi troiani, 1999 UJ7 libra attorno ad un punto di Lagrange, in questo caso il punto L4 del sistema Sole-Marte, posizionato, nell'orbita del pianeta, dietro il pianeta stesso, approssimativamente nell'intersezione dell'orbita con la retta che ha come origine il centro di massa del sistema ed è inclinata di 60° rispetto alla retta congiungente Marte col Sole.
Oltre ai quattro asteroidi troiani di Marte, sono noti asteroidi troiani di Giove, di Nettuno,  della Terra e di Venere.